# تكلاووت (أنزو)
تكلاووت هي إحدى مشيخات المملكة المغربية، تتبع جغرافيا لإقليم أزيلال وإداريًا لأنزو. يقدر عدد سكانها بـ 3480 نسمة حسب الإحصاء الرسمي للسكان والسكنى لسنة 2004.